# Alasmalang (Kemranjen)
Alasmalang is een bestuurslaag in het regentschap Banyumas van de provincie Midden-Java, Indonesië. Alasmalang telt 3779 inwoners (volkstelling 2010).